# Germaniummonoxid

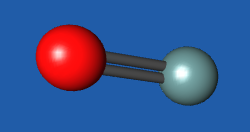
Germanium(II)monoxid

Germaniummonoxid (GeO) är en kemisk förening av germanium och syre. Den kan framställas som ett gult sublimat vid 1000 °C genom att GeO2 reagerar med germanium. Det gula sublimatet blir brunt vid upphettning till 650 °C. GeO är inte så väl karaktäriserat. Det är en amfolyt som löser sig i syror för att bilda germanium(II)salter och i alkali för att bilda trihydroxogermanater eller germaniter som innehåller jonen Ge(OH)3−.

## Kemi
Germaniummonoxid bryts ned i germanium (Ge) germaniumdioxid (GeO2). Den har en molmassa på 88,6394 g/mol.